# Леон Гуссенс
Леон Гуссенс (Léon Goossens 1897–1988) — видатний британський гобоїст. Народився в Ліверпулі і навчався у Королівському Музичному коледжі (1911—1914). Його батько Юджін Гуссенс був віолончелістом і оперним диригентом; диригентами були також його дід та прадід (бельгійського походження). Сестри Сідонія та Марі Гуссенс були арфістками.
У віці 17 років Леон Гуссенс почав працювати в оркестрі «Королівської опери». Після війни продовжував працювати в Королівській опері, а в 1924 р. перейшов до Ковент-Гардену де працював до 1932 р., потім грав в Королівській філармонії.
Гуссенс концертував упродовж усього свого життя. Тісно співпрацював з видатними композиторами Бріттеном, Елгаром, Бліссом, Баксом, з різними студіями звукозапису, студіями по випуску грамофонних платівок з радіо ВВС, національною радіокомпанією Великої Британії та іншими. Був першим виконавцем їхніх творів. Саме Б. Бріттен написав твір для гобою соло «Шість метаморфоз» за Овідієм з присвяченням Л. Гуссенсу. Для нього писали також Ральф Воан Вільямс та інші.
Залишив після себе величезну колекцію записаних творів від бароко до сучасних авторів. Багато подорожував із сольними концертами по країнах Європи, Америки та на інших континентах. В кінці 1950-х років виступав у залі Київської філармонії.